# Pravednost (mašinsko učenje)
Pravednost u mašinskom učenju odnosi se na različite pokušaje ispravljanja algoritamske pristrasnosti u automatizovanim procesima odlučivanja zasnovanim na modelima mašinskog učenja. Odluke koje donose računari nakon procesa mašinskog učenja mogu se smatrati nepravednim ako su zasnovane na varijablama koje se smatraju osetljivim. Na primer, pol, etnička pripadnost, seksualna orijentacija ili invaliditet. Kao što je slučaj sa mnogim etičkim konceptima, definicije pravičnosti i pristrasnosti su uvek kontroverzne. Uopšteno govoreći, pravičnost i pristrasnost se smatraju relevantnim kada proces odlučivanja utiče na živote ljudi. U mašinskom učenju, problem algoritamske pristrasnosti je dobro poznat i dobro proučavan. Ishodi mogu biti iskrivljeni zbog niza faktora i stoga se mogu smatrati nepravednim u odnosu na određene grupe ili pojedince. Primer bi bio način na koji sajtovi društvenih medija isporučuju personalizovane vesti potrošačima.

## Kontekst
Diskusija o pravičnosti u mašinskom učenju je relativno skorašnja tema. Od 2016. godine došlo je do naglog povećanja istraživanja na ovu temu. Ovo povećanje se delimično može objasniti uticajnim izveštajem besprofitne agencije ProPublica koji tvrdi da je softver COMPAS, koji se naširoko koristi u američkim sudovima za predviđanje recidivizma, bio rasno pristrasan. Jedna tema istraživanja i diskusije je definicija pravičnosti, jer ne postoji univerzalna definicija, a različite definicije mogu biti u suprotnosti jedna sa drugom, što otežava rasuđivanje o modelima mašinskog učenja. Druge teme istraživanja uključuju poreklo pristrasnosti, vrste pristrasnosti i metode za smanjenje pristrasnosti.
Poslednjih godina tehnološke kompanije su napravile alate i priručnike o tome kako otkriti i smanjiti pristrasnost u mašinskom učenju. IBM ima alate za Pajton i R sa nekoliko algoritama za smanjenje pristrasnosti softvera i povećanje njegove pravednosti. Gugl je objavio smernice i alatke za proučavanje i borbu protiv pristrasnosti u mašinskom učenju. Fejsbuk je izvestio o njihovoj upotrebu alata, Fairness Flow, za otkrivanje pristrasnosti u njihovoj VI. Međutim, kritičari su tvrdili da su napori kompanije nedovoljni, napominjući da zaposleni malo koriste alat jer se ne može koristiti za sve njihove programe, a čak i kada može, upotreba alata je opciona.
Važno je napomenuti da su rasprave o kvantitativnim načinima testiranja pravičnosti i nepravednoj diskriminaciji u donošenju odluka prethodile nekoliko decenija relativno nedavnoj debati o pravičnosti u mašinskom učenju. Zapravo, živopisna diskusija o ovoj temi od strane naučne zajednice cvetala je sredinom 1960-ih i 1970-ih, uglavnom kao rezultat američkog pokreta za građanska prava i, posebno, usvajanja američkog Zakona o građanskim pravima iz 1964. godine. Međutim, do kraja 1970-ih, debata je uglavnom nestala, pošto su različiti i ponekad suprotstavljeni pojmovi pravičnosti ostavljali malo prostora za jasnoću o tome kada jedan pojam pravičnosti može biti bolji od drugog.